# شهرستان الامو، میشیگان
شهرستان الامو، میشیگان (به انگلیسی: Alamo Township, Michigan) یک منطقهٔ مسکونی در ایالات متحده آمریکا است که در میشیگان واقع شده‌است.

## خصوصیات
شهرستان الامو ۹۴٫۴ کیلومترمربع مساحت و ۳٬۸۲۰ نفر جمعیت دارد و ۲۳۵ متر بالاتر از سطح دریا واقع شده‌است.